# Plavání na mistrovství Evropy v plaveckých sportech 1927
Závody v plavání na mistrovství Evropy v plaveckých sportech za rok 1927 proběhly v Bologni, Itálie ve dnech 31. srpna až 5. září 1927.

## Výsledky

### Individuální disciplíny
| Muži                | Zlato                       | Zlato   | Stříbro                 | Stříbro | Bronz                      | Bronz   |
| ------------------- | --------------------------- | ------- | ----------------------- | ------- | -------------------------- | ------- |
| 100 m volný způsob  | Arne Borg (SWE)             | 1:00,0  | István Bárány (HUN)     | 1:03,2  | August Heitmann (GER)      | 1:03,4  |
| 400 m volný způsob  | Arne Borg (SWE)             | 5:08,6  | Herbert Heinrich (GER)  | 5:15,8  | Václav Antoš (TCH)         | 5:16,2  |
| 1500 m volný způsob | Arne Borg (SWE)             | 19:07,2 | Giuseppe Perentin (ITA) | 21:50,4 | Joachim Rademacher (GER)   | 22:00,0 |
| 100 m znak          | Eskil Lundahl (SWE)         | 1:17,4  | Aladár Bitskey (HUN)    | 1:17,6  | Gustav Frölich (GER)       | 1:17,8  |
| 200 m prsa          | Erich Rademacher (GER)      | 2:55,4  | Wilhelm Prasse (GER)    | 2:58,0  | Louis Van Parijs (BEL)     | 2:59,8  |
| Ženy                | Zlato                       | Zlato   | Stříbro                 | Stříbro | Bronz                      | Bronz   |
| 100 m volný způsob  | Maria Vierdagová (NED)      | 1:15,0  | Joyce Cooperová (GBR)   | 1:15,0  | Charlotte Lehmannová (GER) | 1:16,2  |
| 400 m volný způsob  | Maria Braunová (NED)        | 6:11,8  | Marion Lavertyová (GBR) | 6:13,6  | Friederike Löwyová (AUT)   | 6:21,0  |
| 100 m znak          | Willy den Turková (NED)     | 1:24,6  | Maria Braunová (NED)    | 1:26,2  | Phyllis Hardingová (GBR)   | 1:30,8  |
| 200 m prsa          | Hildegard Schraderová (GER) | 3:20,4  | Charlotte Müheová (GER) | 3:25,2  | Hertha Bienenfeldová (AUT) | 3:27,6  |

### Štafety
| Muži                 | Zlato | Zlato  | Stříbro                                                                                        | Stříbro | Bronz                                                                                            | Bronz   |
| -------------------- | --- | ------ | ---------------------------------------------------------------------------------------------- | ------- | ------------------------------------------------------------------------------------------------ | ------- |
| 4×200 m volný způsob | Německá říše (GER) (August Heitmann, Joachim Rademacher, Friedel Berges, Herbert Heinrich (r)Karl Schubert) | 9:49.6 | Švédsko (SWE) (Åke Borg, Aulo Gustafsson, Eskil Lundahl, Arne Borg)                            | 9:50,2  | Maďarské království (HUN) (Géza Szigritz, Rezső Wanié, András Wanié, István Bárány)              | 10:03,6 |
| Ženy                 | Zlato | Zlato  | Stříbro                                                                                        | Stříbro | Bronz                                                                                            | Bronz   |
| 4×100 m volný způsob | Spojené království (GBR) (Marion Lavertyová, Valerie Daviesová, Ellen Kingová, Joyce Cooperová)             | 5:11,0 | Nizozemsko (NED) (Geertruida Klapwijková, Willy den Turková, Maria Braunová, Maria Vierdagová) | 5:11,6  | Německá říše (GER) (Charlotte Lehmannová, Anna Rehbornová, Marianne Schmidtová, Irene Erkensová) | 5:12,8  |

## Medailová bilance
V plavání se rozdělilo celkem 11 sad medailí.
| Pořadí | Stát                      |       | Muži    | Muži  | Muži  |         | Ženy  | Ženy  | Ženy    |       | Muži + Ženy | Muži + Ženy | Muži + Ženy | Celkem |
| Pořadí | Stát                      | Zlato | Stříbro | Bronz | Zlato | Stříbro | Bronz | Zlato | Stříbro | Bronz |             |             |             | Celkem |
| ------ | ------------------------- | ----- | ------- | ----- | ----- | ------- | ----- | ----- | ------- | ----- | ----------- | ----------- | ----------- | ------ |
| 1.     | Švédsko (SWE)             |       | 4       | 1     | 0     |         | 0     | 0     | 0       |       | 4           | 1           | 0           | 5      |
| 2.     | Německá říše (GER)        |       | 2       | 2     | 3     |         | 1     | 1     | 2       |       | 3           | 3           | 5           | 11     |
| 3.     | Nizozemsko (NED)          |       | 0       | 0     | 0     |         | 3     | 2     | 0       |       | 3           | 2           | 0           | 5      |
| 4.     | Spojené království (GBR)  |       | 0       | 0     | 0     |         | 1     | 2     | 1       |       | 1           | 2           | 1           | 4      |
| 5.     | Maďarské království (HUN) |       | 0       | 2     | 1     |         | 0     | 0     | 0       |       | 0           | 2           | 1           | 3      |
| 6.     | Itálie (ITA)              |       | 0       | 1     | 0     |         | 0     | 0     | 0       |       | 0           | 1           | 0           | 1      |
| 7.     | Rakousko (AUT)            |       | 0       | 0     | 0     |         | 0     | 0     | 2       |       | 0           | 0           | 2           | 2      |
| 8.     | Československo (TCH)      |       | 0       | 0     | 1     |         | 0     | 0     | 0       |       | 0           | 0           | 1           | 1      |
| 8.     | Belgie (BEL)              |       | 0       | 0     | 1     |         | 0     | 0     | 0       |       | 0           | 0           | 1           | 1      |
| Celkem | Celkem                    |       | 6       | 6     | 6     |         | 5     | 5     | 5       |       | 11          | 11          | 11          | 33     |